# نظرية الأبعاد الثقافية عند هوفستيد
تعد نظرية الأبعاد الثقافية لهوفستيد هي إطار للتواصل بين الثقافات، تم تطويره بواسطة جيرت هوفستيد. يصف فيها هوفستيد تأثير ثقافة المجتمع على قيم أعضائه، وكيفية ارتباط هذه القيم بالسلوك الإنساني، باستخدام هيكل مشتق من تحليل العوامل.

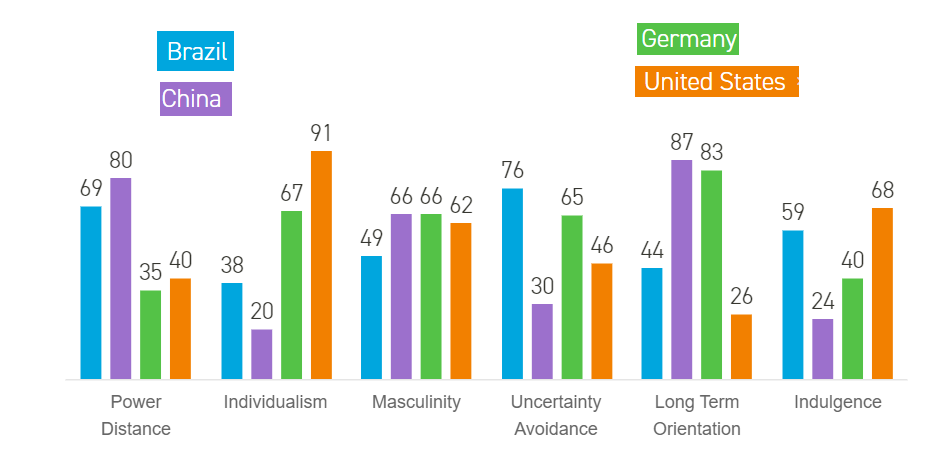
نظرية الأبعاد الثقافية لهوفستد. مقارنة بين أربعة دول: الولايات المتحدة والصين وألمانيا والبرازيل في جميع أبعاد النموذج 6.

طور هوفستيد نموذجه الأصلي كنتيجة لاستخدام منهجية تحليل العوامل لفحص نتائج إستطلاع إستقاصائي عالمي لقيم الموظفين العاملين في شركة IBM بين عامي 1967 و 1973. وقد تم تطوير تلك النظرية منذ ذلك الحين. اقترحت النظرية الأصلية منذ بدايتها أربعة أبعاد يمكن من خلالها تحليل القيم الثقافية للثقافات الأخرى عبر أربعة أبعاد وهي: الفردية - الجماعية؛ تجنب الغموض؛ مسافة السلطة (ويشير إلى قوة التسلسل الهرمي الاجتماعي) والبعد الأنوثي الذكري (توجيه المهام مقابل توجه الشخص). قاد البحث المستقل في هونغ كونغ شركة العالم هوفستيد Hofstede إلى إضافة بُعد خامس، وهو التوجه طويل الأجل، لتغطية جوانب القيم التي لم يتم مناقشتها في النموذج الأصلي. في عام 2010، أضاف هوفستيد بعدًا سادسًا، وهو الانغماس مقابل ضبط النفس.
قد إنبثق من نظرية الأبعاد الاجتماعية التي أسسها هوفستيد مجموعة من التقاليد البحثية في علم النفس بين الثقافات، كما تم الاعتماد عليه من قبل الباحثين والمستشارين في العديد من المجالات المتعلقة بالأعمال التجارية والاتصالات الدولية. تم استخدام النظرية على نطاق واسع في العديد من المجالات كنموذج للبحث، وخاصة في علم النفس بين الثقافات والإدارة الدولية والتواصل بين الثقافات والتي سيتم تفصيلها لاحقا. لا تزال هذه النظرية مصدراُ رئيسيا في المجالات الثقافية. لقد ألهمت عددًا من دراسات القيم الثقافية الرئيسية الأخرى، فضلاً عن البحث في الجوانب المتنوعة للثقافة، مثل المعتقدات الاجتماعية.

## التاريخ
في عام 1965، أسس هوفستيد قسم أبحاث الموظفين في شركة آي بي إم في أوروبا IBM Europe (والذي كان يديره هوفستيد حتى عام 1971). بين عامي 1967 و 1973، أجرى دراسة استقصائية كبيرة بشأن الاختلافات في القيم الوطنية عبر الشركات الفرعية لشركة آي بي إم في جميع أنحاء العالم لهذه الشركة متعددة الجنسيات: وقد قارن الإجابات من 117000 عينة من موظفي IBM الذين يقطنون في مختلف البلدان والذين أجابوا على نفس نموذج لإستطلاع البحثي. ركز أولاً في بحثه على أكبر 40 دولة في العالم، ثم قام بتوسيعه ليشمل 53 دولة وثلاثة مناطق، «قد يكون شكل في ذلك الوقت أكبر قاعدة بيانات مشتركة بين عينات متماثلة متوفرة في أي مكان.»  كانت النظرية واحدة من أولى النظريات القابلة للقياس الكمي التي يمكن استخدامها لتفسير الاختلافات الملحوظة بين الثقافات.
حدد هذا التحليل الأولي للأبعاد الثقافية، الاختلافات المنهجية في الثقافات الوطنية على أربعة أبعاد أساسية: مسافة السلطة (PDI)، الفردية (IDV)، وتجنب الغموض (UAI) والذكورة (MAS)، الموضحة بتفاصيل أكثر أدناه. كما أشار هوفستيد على ذلك في موقعه الأكاديمي،  تتناولت هذه الأبعاد «أربعة مشكلات أنثروبولوجية يتعامل معها كل مجتمع محدد بشكل مختلف وهي: طرق التعامل مع عدم المساواة، وطرق التعامل مع الغموض، وعلاقة الفرد بمجموعته الأساسية، والتبعات العاطفية لمن يولد في هذه الحياة كفتاة أو كصبي». في عام 1984 نشر كتاب «عواقب الثقافة»،  وهو كتاب يجمع بين التحليل الإحصائي من أبحاثه الإستقصائية وتجاربه الشخصية.
أراد هوفستيد لاحقا تثبيت وتأكيد النتائج المبكرة من دراسة آي بي إم التي إستخرج منها أبعاده الثقافية، وأراد بذلك توسيع نطاقها لتشمل مجموعة متنوعة من السكان، عند ذلك أجرى بنجاح ست دراسات وطنية لاحقة بين عامي 1990 و 2002. الطلاب، ومديري الخدمة المدنية، والمستهلكين و «النخب». حدد البحث المشترك درجات قيمة على الأبعاد الأربعة على ستة وسبعين 76 دولة ومنطقة.
في عام 1991، أجرى مايكل هاريس بوند Michael Harris Bond وزملاؤه دراسة بين الطلاب في 23 دولة، باستخدام أداة إستقصائية تم تطويرها مع الموظفين والإداريين الصينيين. أدت نتائج هذه الدراسة إلى إضافة هوفستيد بعدًاً خامسًا جديدًا إلى نموذجه: يدعى هذا البعد بلتوجه طويل المدى (LTO) الذي كان يسمى في البداية الديناميكية الكونفوشيوسية. في عام 2010، امتدت درجات هذا البعد إلى 93 دولة بفضل بحث مايكل مينكوف الذي استخدم مسح القيم العالمي الأخير. صقل البحث هذا البحث الإضافي بعض الأبعاد الأصلية، وأدخل الفرق بين البيانات على المستوى القطري والبيانات على المستوى الفردي في التحليل.
بالإضافة إلى ذلك، أدى تحليل بيانات مسح القيم العالمية الذي طبقه مينكوف على 93 عينة تمثيلية من السكان المحليين إلى إستكشاف جيرت هوفستيد لبعد سادس أخير أطلق عليه: التساهل مقابل ضبط النفس.

## الأبعاد الثقافية عند هوفستيد

### مؤشر مسافة السُلطة (PDI)
- يُعرَّف مؤشر مسافة السُلطة بأنه «المدى الذي يَقبل به أعضاء الشركات والمؤسسات الاجتماعية (مثل العائلة) كيفية توزيع السُلطة بين أفرادها بشكل غير متكافئ.» وهذا التقييم يكون من قبل أتباع هذا المجتمع أو الطبقات الدنيا منه. عندما يرتفع المؤشر في هذا البعد (+) فهو يدل على أن الأتباع يعتقدون ويقبلون بهذا التصنيف ولكن عندما يكون المؤشر أقل (-) فيدل على أن الأشخاص يشككون في السلطة ويحاولون توزيعها فيما بينهم.[7]

### الفردية مقابل الجماعية (IDV)
- قام هوفسيتد بتحديد الدرجة التي يتم بها دمج الناس في كل مجتمع، فالإنسان في بعض المجتماعات ينظر إليه بطريقة فردية وفي مجتمعات أخرى يتم تقييمه بطريقة جمعية. فالمجتماعات الفردية غالبا تكون طريقة صياغة العلاقات فضفاضة بين الفرد وغيره حيث لا يتصل الفرد بالجماعات بطريقة تبعية وغالبا مايكترث الفرد بأسرته المباشرة فحسب. وتؤكد المجتماعات الفردية على ال«أنا» في طريقة صياغتها المجتمعية مقابل ال«نحن» في المجتماعات الجماعية. المجتمع الجمعي يرتبط فيه الفرد بعلاقة متكاملة مع المجتمع ويخضع لأسرته الممتدة كذلك يخضع لأحكام مجموعات أخرى في نفس المجتمع. يتم ربط هذه المجموعات بالولاء الذي لا شك فيه ودعم بعضهم البعض عندما ينشأ صراع مع مجموعة أخرى في نفس المجتمع.[7][8]

### تجنب الغموض (UAI)
- يُعرَّف مؤشر تجنب الغموض بأنه «المدى الذي يتسامح فيه المجتمع مع الغموض» فيختلف تقبل كل مجتمع ورفضه لضبابية بعض الأمور، حيث يتبنى الناس أو يتجنبون حدثًا لشيء غير متوقع أو غير معروف أو بعيدًا عن الوضع الراهن. تختار المجتمعات التي تحصل على مؤشر عالي (+) مجموعة من المبادئ والتوجيهات والقوانين الصارمة والواضحة حيث يسعون إلى معرفة الحقيقة المطلقة أو الاعتقاد بأن هناك حقيقة وحيدة تملي عليهم كل شيء ويرغب الناس بمعرفة ما هم عليه بكل وضوح وشفافية. على النقيض من ذلك، عندما ينخفض المؤشر إلى درجة أقل (-) يؤكد على قبول أكبر في بعض المجتمعات للأفكار الضبابية المختلفة. يميل المجتمع إلى فرض عدد أقل من اللوائح، ويعتبر الغموض وضعا اعتيادًا، وتعتبر البيئة بشكل عام فضفاضة وغير واضحة.[7][8]

### الذكورةمقابلالأنوثة(MAS)
- في هذا البعد، يتم تعريف الذكورة على أنها «التفضيل في المجتمع للإنجاز، والبطولة، والحزم والمكافآت المادية للنجاح». وتمثل الأنوثة «تفضيلًا للتعاون، والتواضع، والعناية بالضعفاء ونوعية الحياة». تميل النساء في المجتمعات الأنثوية إلى مشاركة الرجال وجهات النظر على قدم المساواة. بينما في المجتمعات الأكثر ذكورية، تكون المرأة حازمة إلى حد ما وتنافسية بشكل ملحوظ ولكن بدرجة ما أقل من الرجل. بمعنى آخر، تقوم النساء بمحاولة المساواة لوجود فجوة واضحة بين قيم الذكور والإناث. كثيرا ما ينظر إلى هذه المحاولات على أنها من المحرمات في المجتمعات الذكورية للغاية.[7][8][9]

### التوجه طويل الأجل مقابل التوجه قصير الأجل (LTO)
- يربط هذا البعد صلة الماضي بالإجراءات والتحديات الحالية والمستقبلية. التوجه قصير الأجل يرمز إلى تقدير التقاليد التي ألف الأفراد عليها وعدم الرغبة في التغيير حيث الاحتفاظ بالممارسات القديمة وتقدير الثبات. بينما المجتمعات طويلة الأجل لديها نظرة وبعد طويل الأجل تنظر إلى أن حل المشكلات الحالية ضرورة قصوى لأنها تريد أن تتطور وتتغير. عادة ما تكون البلدان الفقيرة ذات توجه قصير الأجل حيث أن التنمية الاقتصادية الخاصة بها ضئيلة أو شبه معدومة، بينما تستمر البلدان ذات التوجه طويل الأجل في التطور إلى حد ما.[7][8]

### الانغماس مقابل ضبط النفس (IND)
- يشير هذا البعد إلى درجة الحرية التي تمنحها المعايير الاجتماعية للمواطنين في تلبية رغباتهم الإنسانية. يُعرف مجتمع الانغماس على أنه «مجتمع يتيح الإشباع الحر نسبيا لرغبات الإنسان الأساسية والطبيعية المتعلقة بالتمتع بالحياة والملذات». ويعرف مجتمع ضبط النفس بأنه «مجتمع يتحكم في إشباع الاحتياجات وينظمها عن طريق قواعد اجتماعية صارمة.» [7][8]